# Autoserica davaoensis
Autoserica davaoensis är en skalbaggsart som beskrevs av Moser 1917. Autoserica davaoensis ingår i släktet Autoserica och familjen Melolonthidae. Inga underarter finns listade.